# آدام لانگ (بازیکن فوتبال)
آدام لانگ (انگلیسی: Adam Long؛ زادهٔ ۱۴ نوامبر ۲۰۰۰) بازیکن فوتبال اهل بریتانیا است.
از باشگاه‌هایی که در آن بازی کرده‌است می‌توان به باشگاه فوتبال ویگان اتلتیک اشاره کرد.